# Corydoras robineae
Corydoras robineae är en fiskart som beskrevs av Burgess, 1983. Corydoras robineae ingår i släktet Corydoras och familjen Callichthyidae. Inga underarter finns listade i Catalogue of Life.